# Onthophagus millingeni
Onthophagus millingeni là một loài bọ cánh cứng trong họ Bọ hung (Scarabaeidae).